# Tuinwolfspin
De tuinwolfspin (Pardosa amentata) is een spinnensoort uit de familie van de wolfspinnen (Lycosidae). De wetenschappelijke naam van de soort werd, als Araneus amentatus, in 1758 gepubliceerd door Carl Alexander Clerck.

## Kenmerken
De vrouwtjes worden 5,5 tot 8 mm groot, de mannetjes worden 5 tot 6,5 mm. De spin is variabel qua uiterlijk. Het achterlijf kan bruin of grijs zijn.

## Verspreiding en leefgebied
De spin leeft in weilanden, vijvers, rivieren, tuinen, parken en het veld in Europa en Rusland.